# Diploglossus
Diploglossus — рід веретільницеподібних ящірок родини Diploglossidae. Представники цього роду мешкають в Центральній і Південній Америці і на Карибах. Раніше до роду Diploglossus відносили низку інших видів, однак за результатами філогенетичного дослідження 2021 року, яке показало, що цей рід є парафілітичним, вони були переведені до інших видів.

## Види
Рід Diploglossus нараховує 11 видів:
- Diploglossus bilobatus (O'Shaughnessy, 1874)
- Diploglossus delasagra (Cocteau, 1838)
- Diploglossus fasciatus (Gray, 1831)
- Diploglossus garridoi Thomas & Hedges, 1998
- Diploglossus lessonae Peracca, 1890
- Diploglossus microlepis (Gray, 1831)
- Diploglossus millepunctatus O'Shaughnessy, 1874
- Diploglossus monotropis (Kuhl, 1820)
- Diploglossus montisserrati Underwood, 1964
- Diploglossus nigropunctatus Barbour & Shreve, 1937
- Diploglossus pleii A.M.C. Duméril & Bibron, 1839

## Етимологія
Наукова назва роду Diploglossus походить від сполучення слів дав.-гр. διπλοος — роздвоєний і γλωσσα — язик.